# Julian Prejs
Julian Walenty Prejs, pseud. Sjerp-Polaczek; Polaczek-Biedaczek, bez kosy Wojaczek (ur. 13 lutego 1820 w Papowie Biskupim, zm. 4 lipca 1904 w Bydgoszczy) – nauczyciel, pisarz ludowy, polski działacz narodowy, dziennikarz, wydawca, zwany „ojcem prasy ludowej na Pomorzu”.

## Życiorys
Urodził się 13 lutego 1820 r. w Papowie Biskupim pod Chełmżą. Był synem Józefa Kazimierza (zm. 1849), organisty, potem dzierżawcy majątku i Anny z Paliwodzińskich. Uczył się najpierw w Szkole Miejskiej w Chełmnie, a od 1835 r. w gimnazjum toruńskim. Latem 1840 r. udał się do Królestwa Polskiego. W 1842 r. przyjęto go na wydział filozoficzny Uniwersytetu Wrocławskiego extra ordinem. Od listopada 1842 do lipca 1843 r. był członkiem Towarzystwa Literacko-Słowiańskiego we Wrocławiu. Nie ukończywszy studiów, znów udał się w 1844 r. do Królestwa. W 1845 r. przebywał w Warszawie, gdzie pracował jako guwerner. Zaangażował się w bliżej nieznaną akcję konspiracyjną. Zagrożony aresztowaniem, wrócił na początku 1847 r. do Chełmna. Echem tych przeżyć był wiersz „Dola Śmiertelnika” (Przyjaciel Ludu, 1847, nr 3), w którym dał wyraz zwątpieniu w skuteczność zbrojnej walki z zaborcami. Władze pruskie, znając jego działalność polityczną, nie dopuściły go do egzaminu państwowego, zamykając mu drogę do zawodu nauczycielskiego. Odtąd poświęcił się całkowicie pracy oświatowej wśród ludu.

### Okres toruński
Pierwsze utwory literackie ogłosił w latach 1845–1847 w poznańskim piśmie „Kościół i Szkoła” i leszczyńskim „Przyjacielu Ludu”. Działalność literacką rozwinął na szerszą skalę w okresie Wiosny Ludów. W połowie 1848 roku ogłosił prospekt popularnego pisma politycznego pt. „Ludownik”, jednak z powodu wysokich opłat stemplowych zrezygnował z jego wydawania. Od lipca 1848 r. współpracował z wydawaną w Chełmnie „Szkółką Narodową”. W ogłaszanych na jej łamach pod pseudonimem Sjerp-Polaczka artykułach opowiadał się za równością wszystkich ludzi, solidaryzmem społecznym i przewodnictwem szlachty. W wierszach i rymowankach starał się rozbudzać uczucia patriotyczne. Równocześnie od października 1848 do czerwca 1850 r. redagował i wydawał własne pismo pt. „Biedaczek, czyli Mały i Tani Tygodnik dla Biednego Ludu”. Wychodziło ono najpierw w Toruniu, a od 1849 w Chełmży. Tytuł ten stał się niezwykle ważną pozycją dla rozbudzenia polskiej świadomości narodowej. „Biedaczka” drukowała początkowo drukarnia niemiecka, a od kwietnia 1849 r. Drukarnia Polsko-Ludowa, którą założył dzięki pomocy Ligi Polskiej, niektórych ziemian i księży. W 1850 r. wskutek utrudnień przedkładanych przez władze pruskie, zmuszony był zlikwidować swoje przedsiębiorstwo. W tym czasie podjął również próbę wydawania osobnego pisma dla kobiet pt. „Siostrzanka” (nr 1 ukazał się 1 kwietnia 1849). Pismo wraz z dodatkiem „Pięknotka”, nie znajdując oddźwięku, wkrótce upadło.

### Okres chełmiński
Po 1850 roku mieszkał w Chełmnie, utrzymując kontakty z toruńską oficyną Augusta Schneidera i zapewne anonimowo, z chełmińskim Nadwiślaninem. Od ok. 1855 r. prowadził pensjonat dla uczniów i zajmował się ich wychowaniem. Wkrótce zaczęły się jego kontakty z Bydgoszczą, gdzie od października 1860 do marca 1861 wydawał kalendarz „Wszechbrat Bracki, pismo dla bractw i stowarzyszeń kościelnych a szczególnie Bractw Trzeźwości świętej” (ukazało się 5 numerów). Długi żywot i duże znaczenie dla rozwoju oświaty miał „Sjerp-Polaczka Kalendarz Katolicko-Polski” wydawany w Toruniu w latach 1861–1877. O jego działalności w czasie powstania styczniowego brak wiarygodnych danych. Być może był jednym z komisarzy tajnego Rządu Narodowego wyznaczonym dla Pomorza.

### Okres bydgoski

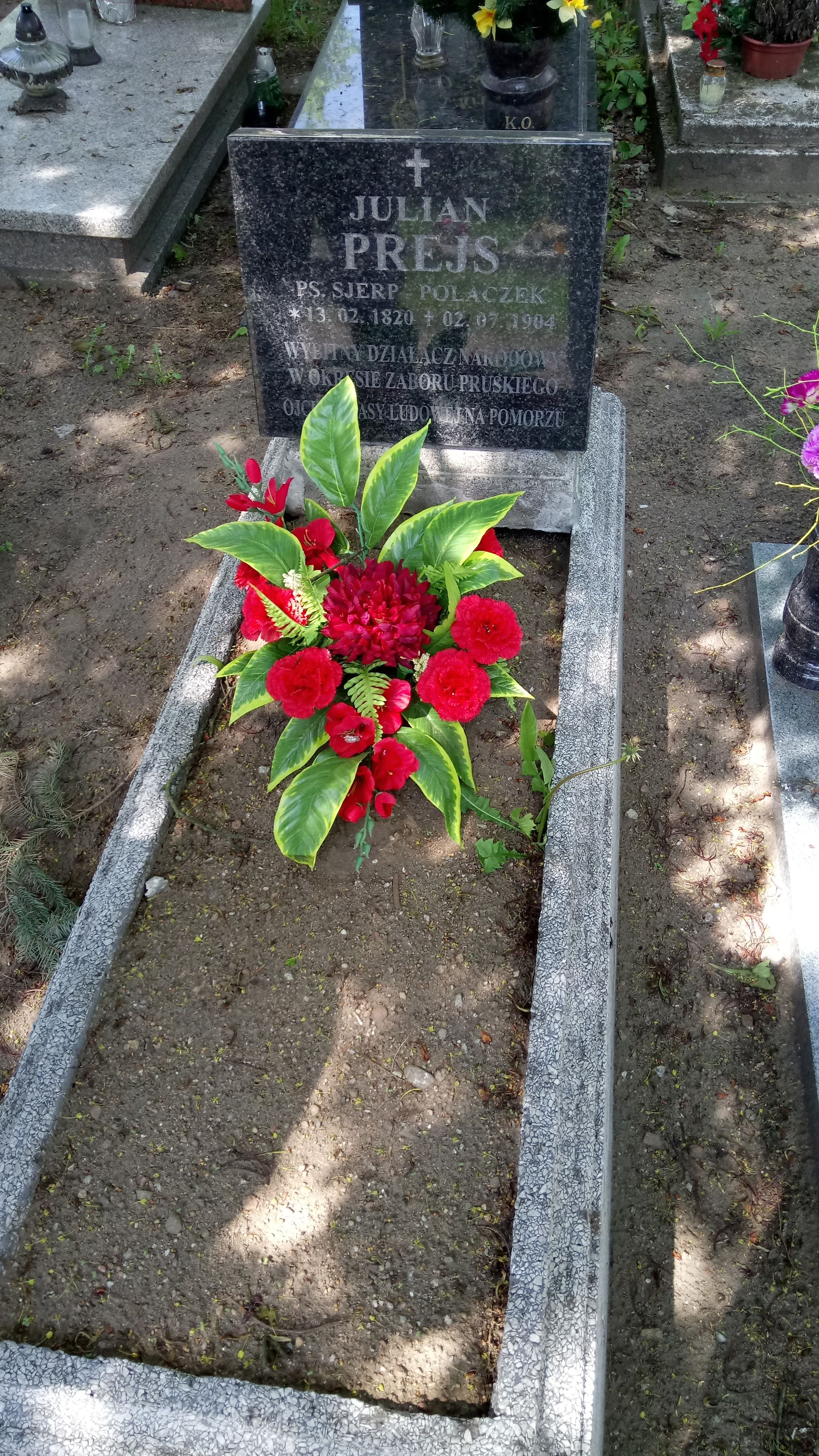
Grób Juliana Prejsa na cmentarzu Starofarnym w Bydgoszczy

W 1865 r. zamieszkał na stałe w Bydgoszczy, często zmieniając mieszkania. Redagował tu w dalszym ciągu swój Kalendarz, równocześnie, szukając podstaw egzystencji, chwytał się różnych zawodów. Przez wiele lat trudnił się rybołówstwem. Żył w wielkiej biedzie, z trudem mogąc wyżywić rodzinę. Jednak pióra się nigdy nie wyrzekł. W 1884 r. podjął się, atakowany przez „Gońca Wielkopolskiego” i pisarza kaszubskiego Hieronima Derdowskiego, redagowania w Inowrocławiu gazety ludowej „Kujawiak”. Gazeta ta po trzech miesiącach upadła, a Julian Prejs powrócił do Bydgoszczy i pozostał w tym mieście już do śmierci.
Współpracował ze Stanisławem Tomaszewskim, drukarzem i wydawcą gazet „Straż Polska” (1891–1894) i „Gazeta Bydgoska”. Swoim piórem wspierał również inne pisma, np. „Pochodnię inowrocławską”, drukowaną u Tomaszewskiego. Opracował historię bydgoskich bractw Św. Rocha i Św. Anny. Rzadko otrzymywał za swą pracę zapłatę, nazywając siebie z tego powodu „Szczodrym Tomaszem”.
Swojej działalności nie ograniczał tylko do pisarstwa, lecz czynnie uczestniczył w życiu społecznym polskich bydgoszczan. W 1872 r. wraz z Teofilem Magdzińskim należał do założycieli Towarzystwa Przemysłowego. Był również współzałożycielem bydgoskiego chóru „Halka” oraz wchodził w skład Rady Nadzorczej Banku Ludowego. W Bydgoszczy mieszkał prawie 40 lat i ten gród „ubrdany”, jak go nazywał, najbardziej ze wszystkich ukochał. Jego dom do dzisiaj istnieje przy malowniczej uliczce Terasy nr 2. Chętny do współpracy i świadczenia pomocy innym, nie dbał o siebie, toteż koniec długiego i pracowitego życia spędził w niedostatku, nędzy i całkowitym niemal zapomnieniu. Kiedy popadł w skrajną nędzę, w prasie poznańskiej i pomorskiej pojawiły się w 1902 r. odezwy, wzywające do spieszenia z pomocą sędziwemu, dogorywającemu literatowi.
Zmarł 2 lipca 1904 w Bydgoszczy w wieku 84 lat. Został pochowany na bydgoskim cmentarzu Starofarnym. W czasie pogrzebu, na który zjechali się radcy z różnych części kraju, mowę pożegnalną wygłosił Wiktor Kulerski, wydawca „Gazety Grudziądzkiej”.

### Rodzina
Julian Prejs był żonaty z Karoliną z Gollników. Miał synów: Franciszka i Wiktora.

## Upamiętnienie
- patron ulicy w Bydgoszczy w dzielnicy Fordon
- patron ulicy w Toruniu w dzielnicy Na Skarpie
- patron Powiatowej i Miejskiej Biblioteki Publicznej przy ulicy Rynek 4 w Chełmży
- tablica pamiątkowa na ścianie domu gdzie mieszkał i zmarł znajdującej się przy ulicy Terasy 2 w Bydgoszczy, wmurowana w 1962 r. z inicjatywy Towarzystwa Miłośników Miasta Bydgoszczy a ufundowana przez Oddział Pomorski Stowarzyszenia Dziennikarzy Polskich.